# Aleksandr Domogárov
Aleksandr Yúrievich Domogárov (en ruso: Александр Юрьевич Домогаров; n. Moscú, 12 de julio de 1963) es un prolífico actor ruso de teatro, cine y televisión, muy reconocido por interpretar papeles de personajes épicos e históricos de su país. 

## Biografía
Domogarov nació en 1963, en la capital de la ex Unión Soviética en el seno de un matrimonio formado por Yuri Lvovich, un exmilitar asociado al mundo de las artes escénicas musicales y Natalia Petrovna, siendo el tercer hijo. Aleksandr Domogarov se formó como actor en la afamada Escuela de Teatro Schechkin graduándose en 1984. Aleksandr Domogarov después de obtener el título de actor de teatro, comenzó a trabajar primero en el Teatro Mali de la entonces Unión Soviética, y un año más tarde en el Teatro Académico del Ejército Soviético (CTSA).
En 1984, Aleksandr Domogarov tuvo su debut cinematográfico en un rol en la película rusa "Herencia" y continuó trabajando para el Teatro Mossovet. En 1988, ganó la atención del público cuando interpretó al zar Alejandro I en la película histórica Assa. Allí participó en obras teatrales clásicas como "Querido amigo"; "Retrato de Dorian Gray"; "Nijinsky, el payaso loco de Dios"; "Mi pobre Marat" y otras piezas de teatro. Esta actuaciones le merecieron el reconocimiento del premio Gaviota como mejor actor del periodo 1996-1997.
Sus personificaciones en las obras de Andréi Konchalovski y las de Antón Chéjov:  "Uncle Vanya"; "The Three Sisters" y "The Cherry Orchard" tuvieron un éxito particular entre los conocedores del arte teatral. En 1990, apareció en un film llamado Hazlo de una vez.
Luego pasó a protagonizar series de televisión criminal tales como:  La marcha de Turetsky (2000) y Bandido de San Petersburgo (2000). En 2002, fue el presentador de la versión rusa del programa de televisión Survivor. Apareció en las adaptaciones televisivas de El Idiota y Maestro y Margarita (2005).
En 1992, interpretó el papel de Pavel Gorin en la película de culto Midshipmen III.
En 1997, apareció en un rol principal como conde de Bussy en la serie de televisión Condesa de Monsoreau, por el cual ganó un reconocimiento del público de su país debido a su solidez en el rol y su gran atractivo masculino.
En 1999, volvió al colectivo público y fue conocido mundialmente por su contundente actuación del apasionado cosaco Bohun de Ucrania en el film Con fuego y espada, el cual fue presentado en el Festival de Cannes.
En 2017, interpretó a Richard Sorge en la serie de 12 capítulos de TV, Richard Sorge-el maestro del espionaje.

## Filmografía
Aleksandr Domogarov ha participado en los siguientes 92 filmes y series de TV:
| Año     | Título                                                                   | Papel                               | Notas                      |
| ------- | ------------------------------------------------------------------------ | ----------------------------------- | -------------------------- |
| 1984    | Nasledstvo                                                               | Slava                               |                            |
| 1985    | Likha beda nachalo                                                       | Anton                               |                            |
| 1986    | Mikhail Lomonosov                                                        | Alexander Sumarokov                 | Miniseries                 |
| 1987    | Assa (film)                                                              | Alexander I                         |                            |
| 1988    | My husband and daughter Tamara                                           | classmates Fedi                     |                            |
| 1989    | The visit of the ladies                                                  | Khobi                               | TV Movie                   |
| 1990    | Do It — One!                                                             | Gosha, sergeant                     |                            |
| 1991    | Blood for blood                                                          | Bubus                               |                            |
| 1992    | Midshipmen — III                                                         | Pavel Gorin                         |                            |
| 1993    | If you like to know ...                                                  | Vasily Solenyy, officer             |                            |
| 1993    | Revenge of jester                                                        |                                     |                            |
| 1994    | Mercy Cross                                                              | Andrey                              | TV Series                  |
| 1996-97 | Queen Margot                                                             | Count de Bussy                      | TV series                  |
| 1997    | Countess de Monsoreau                                                    | Count de Bussy                      | TV series                  |
| 1996    | White Dance                                                              | Nikita, a successful businessman    |                            |
| 1999    | With Fire and Sword                                                      | Jurko Bohun                         |                            |
| 1999    | Na koniec swiata                                                         | Wiktor                              |                            |
| 2000    | Dykaren                                                                  | Viktor                              |                            |
| 2000    | The game on the flight                                                   | Nikolay                             |                            |
| 2000    | Empire under Attack                                                      | Georgy Gapon                        | TV series                  |
| 2000-01 | Gangster Petersburg. 1. Baron, 2. Counsel, 3. The collapse of Antibiotic | Andrey Seregin                      | Mini-Series                |
| 2001    | Turkish March                                                            | Alexander Turetsky                  | TV Movie                   |
| 2002    | I - doll                                                                 | Viktor Vorobyov, spetsnaz           |                            |
| 2003    | Why do you have an alibi?                                                | Igor                                | TV Movie                   |
| 2003    | The Idiot (TV series)                                                    | Evgeniy Radomskiy                   | TV series                  |
| 2003    | Gangster Petersburg. 4. The prisoner, 5. Oper, 6. Journalist             | Andrey Seregin                      | Mini-Series                |
| 2004    | Uzkiy most                                                               | Anatoliy Gladyrev                   | Miniseries                 |
| 2004    | Honeymoon                                                                | Andrey                              | Miniseries                 |
| 2004-05 | Fala zbrodni                                                             | Siergiej - Mafia Boss               | TV Series                  |
| 2005    | Tyomny Instinct                                                          |                                     | TV Series                  |
| 2005    | Lost the Sun                                                             | Anton Chelyshev                     | Miniseries                 |
| 2005    | Female Novel                                                             | Oleg Ermakov                        | TV Series                  |
| 2005    | Star of the era                                                          | Konstantin Simonov, poet            | Miniseries                 |
| 2006    | Satisfaction                                                             | Alexander Shulenin                  | Miniseries                 |
| 2006    | Conde de Monetne                                                         | Mikhail Miloradovich                |                            |
| 2006    | Wolfhound (2006 film)                                                    | Vinitarly                           |                            |
| 2007    | Indie                                                                    | Arseni                              |                            |
| 2007    | Gloss                                                                    | Misha Klimenko                      |                            |
| 2008    | White night, sweet night                                                 | Pavel Vlasov, a businessman         |                            |
| 2009    | Tsar (film)                                                              | Aleksei Basmanov                    |                            |
| 2009    | If our fate                                                              | Alexander Vlasov, the famous artist | TV Series                  |
| 2010    | The legend of the flying Cyprian                                         | Valent                              |                            |
| 2010    | Senior wife                                                              | Max                                 |                            |
| 2011    | Pilot International Airlines                                             | Alexander Stepanov                  | Miniseries                 |
| 2011    | On the sunny side of the street                                          | Yuriy Kondratevich                  | TV Series                  |
| 2011    | Dostoevsky                                                               | Alexander Issaïev                   | Miniseries                 |
| 2011    | Battle of Warsaw 1920                                                    | Kryshkin                            |                            |
| 2011    | Secrets of Palace Revolutions                                            | Linar                               | TV Series                  |
| 2012    | Zonnentau                                                                | Harald Somerset                     | TV Series                  |
| 2012    | Marina Grove                                                             | Troshin                             | TV Series                  |
| 2012    | Face of Another                                                          | Stavinsky                           | TV Series                  |
| 2012-13 | Krew z krwi                                                              | Anton                               | TV Series                  |
| 2013    | Weekend                                                                  | Prefect Ivan                        |                            |
| 2013    | Maten a Stalin                                                           | Ivan Berezhnaya, capitán de la NKVD | Miniseries                 |
| 2014    | Marina Grove - 2                                                         | Troshin                             | TV Series                  |
| 2015    | Pennsylvania                                                             |                                     |                            |
| 2015    | Festival de portarretratos poéticos                                      | _                                   | film by shota kalandadze   |
| 2017    | Richard Sorge, el maestro del espionaje                                  | Ramsey/Richard Sorge                | Serie de TV (12 capítulos) |
| 2019    | Soyuz spaseniya                                                          | Mijaíl Milorádovich                 | Película                   |